# Gérard Darmon
Gérard Darmon (ur. 29 lutego 1948 w Paryżu) – francuski aktor i scenarzysta filmowy, teatralny, radiowy i telewizyjny, piosenkarz pochodzenia żydowskiego.

## Życiorys

### Wczesne lata
Urodził się w Paryżu w rodzinie żydowskiej pochodzącej z Algierii. Jego rodzice pobrali się poprzez kuzynów, wybrali imię Gérard, ponieważ „Gérard Philipe był modny”. Jego ojciec Henri Messaoud Darmon, pochodzący z Oranu, wyemigrował do Paryża w 1937 roku. Początkowo wiódł życie bandyty pod pseudonimami „Trompe-la-mort” (Ten, którego śmierć się nie ima) lub „Riquet de Bastille” (Knyps z Bastylii). Później został przedstawicielem wytwórni win. Jego matka pochodziła z Aïn El Arbaa. Darmon swoje dzieciństwo spędził wśród „artystów ulicznych” przy 14. dzielnicy Paryża, w pobliżu parku Montparnasse. Odkrył swoje powołanie jako artysta w wieku 10 lat, podczas obozu w Bretanii, gdzie wziął udział w pastiszu radiowym Wszystko albo nic (Quitte ou double). Porzucił szkołę w klasie maturalnej i udał się na cztery miesiące do Izraela. Po powrocie do Paryża brał udział w kursach sztuki dramatycznej pod kierunkiem Bernarda Bimonta. Jego idolami z dzieciństwa byli Jerry Lewis i Fernandel.

### Kariera
W 1972 roku oblał egzamin wstępny w Narodowym Konserwatorium Sztuki Dramatycznej (Conservatoire national supérieur d'art dramatique), a następnie przez blisko 10 lat występował w teatrach objazdowych z Jean-Pierre’em Bacrim. Został zauważony przez Rogera Hanina. Zagrał kilka małych ról filmowych, zanim znalazł się w obsadzie komedii Gérarda Oury’ego Przygody rabina Jakuba (Les aventures de rabbi Jacob, 1973) obok Louisa de Funèsa w roli jednego ze sługusów Farèsa w słynnej scenie w fabryce gumy do żucia. Był dwukrotnie nominowany do nagrody Césara w kategorii najlepszy aktor drugoplanowy – w 1987 roku jako Eddy w dramacie Betty Blue (37°2 le matin, 1985) i w 2003 roku jako Amonbofis w komedii Asterix i Obelix: Misja Kleopatra (Astérix: mission Cléopâtre, 2001).

## Życie prywatne
Pod koniec roku 1966 w klasie teatralnej związał się z Nicole Recoule. Pobrali się w roku 1968. W tym samym roku urodziła się ich córka Virginie. W 1987 roku poznał Anaïs Jeanneret (ur. 1967), która przez jakiś czas była jego życiową partnerką. W latach 1994–99 był żonaty z aktorką Mathildą May, z którą ma dwójkę dzieci – córkę Sarah (ur. 17 sierpnia 1994) i syna Julesa (ur. 4 marca 1997). Ma także syna Toma Gaspara (ur. 1998). Od 2000 roku był w związku z o dwadzieścia lat młodszą Christine, którą poślubił 12 marca 2014.
17 czerwca 2012 roku został honorowym obywatelem marokańskim uznanym przez króla Mohammeda VI.

## Filmografia
- 1972: Le bar de la fourche jako kamerdyner
- 1973: Arsène Lupin (serial telewizyjny) jako giermek z Préfailles
- 1973: Przygody rabina Jakuba (Les aventures de rabbi Jacob)
- 1979: Courage fuyons jako zaczepiający
- 1981: Diva jako L'Antillais
- 1983: Cap Canaille jako Nino Baretto
- 1984: Nasza historia (Notre histoire) jako Duval
- 1985: On ne meurt que deux fois jako Jean-Loup Soeren
- 1985: Les Loups entre eux jako The Cavale
- 1985: Betty Blue (37°2 le matin) jako Eddy
- 1990: Passport jako Merab Papashvili / Yasha
- 1991: Pour Sacha jako David Malka
- 1992: Piękna historia (La Belle histoire) jako żandarm
- 1992: Le Grand Pardon II jako Roland Bettoun
- 1993: Tout ça... pour ça ! jako Henri Poncet
- 1994: La Cité de la peur jako Patrick Bialès
- 1997: Amour et Confusions jako Simon
- 2001: Asterix i Obelix: Misja Kleopatra (Astérix: mission Cléopâtre) jako Amonbofis
- 2002: Le Boulet jako Kowalski
- 2009: Artur i zemsta Maltazara (Arthur et la vengeance de Maltazard) jako Maltazard (głos)
- 2010: Artur i Minimki 3. Dwa światy (Arthur et la guerre des deux mondes) jako Maltazard (głos)

## Dyskografia
- 2003: Au milieu de la nuit
- 2006: Dancing
- 2008: On s'aime

## Publikacje
- Tu préfères... à vie, Pierre Palmade, Michel Lafon, 2000 ISBN|978-2290353745
- Sur la vie de mon père ..., Michel Lafon, 2015, ISBN|2749924197